# Turnê Maracanã
Turnê Maracanã foi a oitava turnê oficial da cantora brasileira Ivete Sangalo, iniciada em 2007 para a divulgação de seu álbum Ivete no Maracanã. A turnê vendeu 1 milhão de ingressos e arrecadou cerca de 58 milhões de reais.

## Antecedentes
Gravado no Estádio do Maracanã, no dia 16 de dezembro de 2006 e produzido pelo canal televisivo Multishow, o disco Ivete no Maracanã traz grandes sucessos, como "Festa", "Sorte Grande", "Abalou", "Se Eu Não Te Amasse Tanto Assim", "Eu Sei Que Vou Te Amar", de Vinícius de Moraes, "Arerê", "País Tropical" e "Taj Mahal", ambas de Jorge Ben Jor e "Berimbau Metalizado".  Também merecem destaque as inéditas "Ilumina", "Não Precisa Mudar", "Dengo de Amor", "Deixo",  incluída na trilha sonora da telenovela Sete Pecados, e "Completo", gravada para a campanha publicitária do banco Bradesco. O show traz as participações especiais de Samuel Rosa, do Skank, em "Não Vou Ficar", sucesso de Tim Maia; Saulo Fernandes, da Banda Eva, em "Não Precisa Mudar"; do cantor espanhol Alejandro Sanz, em "Corazón Partio"; Durval Lelys, do Asa de Águia, em "Bota Pra Ferver"; e do cantor "Buchecha", no pout-pourri "Nosso Sonho / Conquista / Poder".

## Desenvolvimento
|                 |  |  |
| Ivete na turnê. |  |  |

O repertório da turnê foi inteiramente baseado no mesmo da gravação do disco Ivete no Maracanã, trazendo seus sucessos e inéditas, além das versões de "Não Vou Ficar" e "Não Quero Dinheiro (Só Quero Amar), de Tim Maia, "Corazón Partio", de Alejandro Sanz, "País Tropical" e "Taj Mahal", de Jorge Ben Jor, Sá Marina", de Wilson Simonal, e "Preta", de Beto Barbosa. Em 23 de julho de 2007 foi anunciado que sua agenda já estava lotada de shows até o final de 2008 em todo o Brasil, tendo apenas ocasiões especiais com possibilidade de serem encaixadas. Nesta época Ivete já recebia o maior cachê de shows do país, em torno de 200 mil reais, além de 31 passagens de avião para seus funcionários.
Em 30 de maio de 2008 se apresentou no Rock in Rio Lisboa, em Portugal, partindo para uma série de outros shows pela Europa logo depois. Em outubro Ivete teve que interromper a turnê durante algumas semanas por ter sofrido um aborto espontâneo depois de seis semanas de gestação. Durante o Carnaval de 2009 estreou seu novo single, "Cadê Dalila", que estaria presente em seu próximo álbum.

## Público
O show no dia 1 de julho de 2007 vendeu mais de 20 mil ingressos para a apresentação na Pedreira Paulo Leminski, o show do dia 7 de junho de 2008 na Arena Expotrade vendeu mais 20 mil, totalizando mais de 40 mil ingressos vendidos para shows solo em duas datas em Curitiba.
Em Franca foram vendidos 18 mil ingressos.
No show de Teresina foram vendidos 20 mil ingressos. Já o show de Cascavel vendeu 20 mil ingressos.

## Repertório
1. "Abalou"
2. "Festa"
3. "Sorte Grande"
4. "Não Quero Dinheiro (Só Quero Amar)" (cover de Tim Maia)
5. "Pererê"
6. "Canibal"
7. "Empurra-Empurra"
8. "Berimbau Metalizado"
9. "Flor do Reggae"
10. "Não Me Faça Esperar"
11. "Não Me Conte Seus Problemas"
12. "Não Precisa Mudar"
13. "Bota Pra Ferver" (cover de Asa de Águia)
14. "Levada Louca"
15. "Ilumina"
16. "A Galera"
17. "Dengo de Amor"
18. "Chorando Se Foi" (cover de Kaoma) / "Preta" (cover de Beto Barbosa)
19. "Céu da Boca"
20. "Corazón Partío" (cover de Alejandro Sanz)
21. "Quando a Chuva Passar"
22. "Se Eu Não Te Amasse Tanto Assim" / "Eu Sei Que Vou Te Amar"
23. "Deixo"
24. "País Tropical" (cover de Jorge Ben Jor) / "Arerê" / "Taj Mahal" (cover de Jorge Ben Jor)

1. "Berimbau Metalizado"
2. "País Tropical" (cover de Jorge Ben Jor)
3. "Arerê"
4. "Empurra-Empurra"
5. "Tô na Rua"
6. "Não Me Conte Seus Problemas" (com a participação de Saulo Fernandes)
7. "Não Precisa Mudar" (com a participação de Saulo Fernandes)
8. "Bota Pra Ferver" (cover de Asa de Águia)
9. "Beber, Cair e Levantar" (cover de Saia Rodada)
10. "Cachaça" (cover de Timbalada)
11. "Favo de Mel"
12. "Não Vale Mais Chorar"
13. "Mulher Brasileira (Toda Boa)" (cover de Psirico)
14. "Céu da Boca"
15. "Deixo"
16. "Abalou"
17. "Festa"

1. Intro Egito / "Cadê Dalila?"
2. "Levada Louca"
3. "Empurra-Empurra"
4. "Tô na Rua"
5. "Bota Pra Ferver" (cover de Asa de Águia)
6. "País Tropical#Versão de Ivete Sangalo" (cover de Jorge Ben Jor)
7. "Ilumina"
8. "Não Precisa Mudar"
9. "Abalou"
10. "Festa"
11. "Sorte Grande"
12. "Não Quero Dinheiro (Só Quero Amar)" (cover de Tim Maia)
13. "Não É Proibido" (cover de Marisa Monte)
14. "Mulher Brasileira (Toda Boa)" (cover de Psirico) / "Kuduro" (cover de Excesso de Bagagem) / "Sou Favela" (cover de Parangolé) / "Perereca" (cover de Black Style) / "Pranchinha" (cover de LevaNóiz)
15. "Berimbau Metalizado"
16. "Burguesinha" (cover de Seu Jorge)
17. "A Galera"
18. "Dengo de Amor"
19. "Chorando Se Foi" (cover de Kaoma) / "Preta" (cover de Beto Barbosa)
20. "Cadê Dalila?" (reprise) / "Arerê"

## Datas
| Data                     | Cidade                    | País           | Extras                                       |                |
| América do Sul           | América do Sul            | América do Sul | América do Sul                               | América do Sul |
| ------------------------ | ------------------------- | -------------- | -------------------------------------------- | -------------- |
| 10 de março de 2025      | São José dos Campos       | Brasil         | Univap                                       |                |
| 24 de março de 2007      | Natal                     | Brasil         |                                              |                |
| 31 de março de 2007      | Belo Horizonte            | Brasil         |                                              |                |
| 1 de abril de 2007       | Ribeirão Preto            | Brasil         |                                              |                |
| 6 de abril de 2007       | Gravatá                   | Brasil         |                                              |                |
| 7 de abril de 2007       | São Luís                  | Brasil         |                                              |                |
| 13 de abril de 2007      | Campos do Jordão          | Brasil         |                                              |                |
| 14 de abril de 2007      | Rio de Janeiro            | Brasil         |                                              |                |
| 15 de abril de 2007      | São Paulo                 | Brasil         |                                              |                |
| 20 de abril de 2007      | Itabuna                   | Brasil         |                                              |                |
| 21 de abril de 2007      | Vitória da Conquista      | Brasil         | Massicas Indoor                              |                |
| 22 de abril de 2007      | Jundiaí                   | Brasil         |                                              |                |
| 27 de abril de 2007      | Rondonópolis              | Brasil         |                                              |                |
| 28 de abril de 2007      | Cuiabá                    | Brasil         |                                              |                |
| 29 de abril de 2007      | São José do Rio Preto     | Brasil         |                                              |                |
| 4 de maio de 2007        | Londrina                  | Brasil         |                                              |                |
| 5 de maio de 2007        | Ponta Grossa              | Brasil         | Centro de Eventos                            |                |
| 6 de maio de 2007        | Goiânia                   | Brasil         |                                              |                |
| 11 de maio de 2007       | Presidente Prudente       | Brasil         |                                              |                |
| 12 de maio de 2007       | Bauru                     | Brasil         |                                              |                |
| 13 de maio de 2007       | Jaguariúna                | Brasil         | Jaguariúna Rodeo Festival 2007               |                |
| 17 de maio de 2007       | Juiz de Fora              | Brasil         |                                              |                |
| 18 de maio de 2007       | Barbacena                 | Brasil         |                                              |                |
| 18 de maio de 2007       | Poços de Caldas           | Brasil         |                                              |                |
| 20 de maio de 2007       | Duque de Caxias           | Brasil         |                                              |                |
| 1 de junho de 2007       | Uberlândia                | Brasil         |                                              |                |
| 2 de junho de 2007       | Rio Verde                 | Brasil         |                                              |                |
| 6 de junho de 2007       | Indaiatuba                | Brasil         | Helvetia Fest                                |                |
| 8 de junho de 2007       | Alegre                    | Brasil         |                                              |                |
| 9 de junho de 2007       | Campos do Jordão          | Brasil         | Arena Campos Winter                          |                |
| 10 de junho de 2007      | Marília                   | Brasil         |                                              |                |
| 15 de junho de 2007      | Anápolis                  | Brasil         |                                              |                |
| 15 de junho de 2007      | São Paulo                 | Brasil         |                                              |                |
| 16 de junho de 2007      | Guaratinguetá             | Brasil         |                                              |                |
| 17 de junho de 2007      | Mogi das Cruzes           | Brasil         |                                              |                |
| 29 de junho de 2007      | Mossoró                   | Brasil         |                                              |                |
| 30 de junho de 2007      | Rio de Janeiro            | Brasil         |                                              |                |
| 1 de julho de 2007       | Curitiba                  | Brasil         | Pedreira Paulo Leminski                      |                |
| 6 de julho de 2007       | Sorocaba                  | Brasil         |                                              |                |
| 7 de julho de 2007       | Itapecerica da Serra      | Brasil         |                                              |                |
| 8 de julho de 2007       | Jacareí                   | Brasil         | 25ª FAPIJA - 2007                            |                |
| 13 de julho de 2007      | Araçatuba                 | Brasil         |                                              |                |
| 14 de julho de 2007      | Brasília                  | Brasil         | Brasília Indoor                              |                |
| 15 de julho de 2007      | Boa Vista                 | Brasil         |                                              |                |
| 16 de julho de 2007      | Porto Velho               | Brasil         |                                              |                |
| 20 de julho de 2007      | Santo Amaro da Imperatriz | Brasil         |                                              |                |
| 21 de julho de 2007      | Blumenau                  | Brasil         |                                              |                |
| 22 de julho de 2007      | Guarapuava                | Brasil         |                                              |                |
| 28 de julho de 2007      | Fortaleza                 | Brasil         |                                              |                |
| 10 de agosto de 2007     | Conselheiro Lafaiete      | Brasil         |                                              |                |
| 11 de agosto de 2007     | Vitória                   | Brasil         |                                              |                |
| 12 de agosto de 2007     | Montes Claros             | Brasil         |                                              |                |
| 14 de agosto de 2007     | Uberaba                   | Brasil         |                                              |                |
| 16 de agosto de 2007     | Cruzeiro                  | Brasil         |                                              |                |
| 17 de agosto de 2007     | São Paulo                 | Brasil         |                                              |                |
| 17 de agosto de 2007     | Barretos                  | Brasil         |                                              |                |
| 18 de agosto de 2007     | São Vicente               | Brasil         |                                              |                |
| 19 de agosto de 2007     | Itaipava                  | Brasil         |                                              |                |
| 22 de agosto de 2007     | Salvador                  | Brasil         |                                              |                |
| 23 de agosto de 2007     | Teresina                  | Brasil         |                                              |                |
| 24 de agosto de 2007     | Macapá                    | Brasil         |                                              |                |
| 25 de agosto de 2007     | Manaus                    | Brasil         | Sambódromo                                   |                |
| 26 de agosto de 2007     | Belém                     | Brasil         |                                              |                |
| 27 de agosto de 2007     | Rio Branco                | Brasil         |                                              |                |
| 31 de agosto de 2007     | Lages                     | Brasil         |                                              |                |
| 2 de setembro de 2025    | Porto Alegre              | Brasil         | Gigantinho                                   |                |
| 6 de setembro de 2007    | Aracaju                   | Brasil         |                                              |                |
| 9 de setembro de 2007    | Porto Alegre              | Brasil         |                                              |                |
| 28 de setembro de 2007   | Goiânia                   | Brasil         |                                              |                |
| 29 de setembro de 2007   | Piracicaba                | Brasil         |                                              |                |
| 30 de setembro de 2007   | Barreiras                 | Brasil         |                                              |                |
| 10 de outubro de 2007    | Porto Seguro              | Brasil         |                                              |                |
| 12 de outubro de 2007    | São Luís                  | Brasil         |                                              |                |
| 18 de outubro de 2007    | Pontal                    | Brasil         |                                              |                |
| 19 de outubro de 2007    | Pouso Alegre              | Brasil         | Estádio Municipal Irmão Gino Maria Rossi     |                |
| 20 de outubro de 2007    | São Paulo                 | Brasil         |                                              |                |
| 21 de outubro de 2007    | Guarapuava                | Brasil         |                                              |                |
| 22 de outubro de 2007    | Salvador                  | Brasil         |                                              |                |
| 26 de outubro de 2007    | Umuarama                  | Brasil         |                                              |                |
| 27 de outubro de 2007    | Franca                    | Brasil         |                                              |                |
| 28 de outubro de 2007    | Belo Horizonte            | Brasil         |                                              |                |
| 2 de novembro de 2007    | Votuporanga               | Brasil         |                                              |                |
| 3 de novembro de 2007    | Caldas Novas              | Brasil         |                                              |                |
| 16 de novembro de 2007   | Florianópolis             | Brasil         |                                              |                |
| 17 de novembro de 2007   | São Paulo                 | Brasil         | Citibank Hall                                |                |
| 18 de novembro de 2007   | São Paulo                 | Brasil         | Citibank Hall                                |                |
| 23 de novembro de 2007   | Belém                     | Brasil         |                                              |                |
| 25 de novembro de 2007   | Belém                     | Brasil         |                                              |                |
| 27 de novembro de 2007   | Canoas                    | Brasil         |                                              |                |
| 29 de novembro de 2007   | Salvador                  | Brasil         | Trapiche Adelaide                            |                |
| 1 de dezembro de 2007    | Natal                     | Brasil         |                                              |                |
| 4 de dezembro de 2007    | Salvador                  | Brasil         | Alto do Andú                                 |                |
| 5 de dezembro de 2007    | Salvador                  | Brasil         | Praia de Jaguaribe                           |                |
| 8 de dezembro de 2007    | São José dos Campos       | Brasil         | Universidade do Vale do Paraíba              |                |
| 9 de dezembro de 2007    | Rio de Janeiro            | Brasil         |                                              |                |
| 12 de dezembro de 2007   | São Paulo                 | Brasil         |                                              |                |
| 16 de dezembro de 2007   | Itu                       | Brasil         |                                              |                |
| 19 de dezembro de 2007   | São Paulo                 | Brasil         |                                              |                |
| 20 de dezembro de 2007   | São Paulo                 | Brasil         |                                              |                |
| 29 de dezembro de 2007   | Colatina                  | Brasil         |                                              |                |
| 31 de dezembro de 2007   | Salvador                  | Brasil         | Clube Espanhol                               |                |
| 3 de janeiro de 2008     | Prado                     | Brasil         |                                              |                |
| 5 de janeiro de 2008     | Guarujá                   | Brasil         |                                              |                |
| 11 de janeiro de 2008    | Florianópolis             | Brasil         | Planeta Atlântida SC 2008                    |                |
| 13 de janeiro de 2008    | Aracaju                   | Brasil         |                                              |                |
| 17 de janeiro de 2008    | Salvador                  | Brasil         | Festival de Verão Salvador                   |                |
| 18 de janeiro de 2008    | Fortaleza                 | Brasil         | Arena Castelão                               |                |
| 19 de janeiro de 2008    | Tamandaré                 | Brasil         |                                              |                |
| 20 de janeiro de 2008    | João Pessoa               | Brasil         |                                              |                |
| 1 de fevereiro de 2008   | Salvador                  | Brasil         | Carnaval de Salvador 2008                    |                |
| 2 de fevereiro de 2008   | Salvador                  | Brasil         | Carnaval de Salvador 2008                    |                |
| 3 de fevereiro de 2008   | Salvador                  | Brasil         | Carnaval de Salvador 2008                    |                |
| 4 de fevereiro de 2008   | Salvador                  | Brasil         | Carnaval de Salvador 2008                    |                |
| 5 de fevereiro de 2008   | Salvador                  | Brasil         | Carnaval de Salvador 2008                    |                |
| 6 de fevereiro de 2008   | Salvador                  | Brasil         | Carnaval de Salvador 2008                    |                |
| 15 de fevereiro de 2008  | Itaara                    | Brasil         | Brita Pinhal                                 |                |
| 22 de fevereiro de 2008  | Recife                    | Brasil         | Espaço Recife                                |                |
| 23 de fevereiro de 2008  | Recife                    | Brasil         | Espaço Recife                                |                |
| 21 de março de 2008      | Ubá                       | Brasil         |                                              |                |
| 22 de abril de 2008      | Botucatu                  | Brasil         |                                              |                |
| 29 de abril de 2008      | Jundiaí                   | Brasil         |                                              |                |
| 4 de abril de 2008       | Belo Horizonte            | Brasil         | Axé Brasil                                   |                |
| 5 de abril de 2008       | Rio de Janeiro            | Brasil         |                                              |                |
| 6 de abril de 2008       | Ribeirão Preto            | Brasil         |                                              |                |
| 11 de abril de 2008      | Campina Grande            | Brasil         |                                              |                |
| 12 de abril de 2008      | São Luis                  | Brasil         |                                              |                |
| 26 de abril de 2008      | São Paulo                 | Brasil         |                                              |                |
| 27 de abril de 2008      | São José do Rio Preto     | Brasil         |                                              |                |
| 3 de maio de 2008        | Camboriú                  | Brasil         |                                              |                |
| 9 de maio de 2008        | Presidente Prudente       | Brasil         | Rancho Quarto de Milha                       |                |
| 10 de maio de 2008       | Taubaté                   | Brasil         | Estádio Joaquim de Morais Filho              |                |
| 16 de maio de 2008       | Campo Grande              | Brasil         | Estádio Universitário Pedro Pedrossian       |                |
| 17 de maio de 2008       | Várzea Grande             | Brasil         | Centro Universitário UNIVAG                  |                |
| 18 de maio de 2008       | Brasília                  | Brasil         |                                              |                |
| 23 de maio de 2008       | Patos de Minas            | Brasil         |                                              |                |
| Europa                   |                           |                |                                              |                |
| 30 de maio de 2008       | Lisboa                    | Portugal       | Rock in Rio Lisboa III                       |                |
| América do Sul           |                           |                |                                              |                |
| 6 de junho de 2008       | Cascavel                  | Brasil         |                                              |                |
| 7 de junho de 2008       | Ponta Grossa              | Brasil         |                                              |                |
| 8 de junho de 2008       | Curitiba                  | Brasil         |                                              |                |
| 13 de junho de 2008      | João Monlevade            | Brasil         |                                              |                |
| 14 de junho de 2008      | Americana                 | Brasil         |                                              |                |
| África                   |                           |                |                                              |                |
| 21 de junho de 2008      | Luanda                    | Angola         | Estádio da Cidadela                          |                |
| Europa                   |                           |                |                                              |                |
| 28 de junho de 2008      | Madri                     | Espanha        | Rock In Rio Madrid                           |                |
| América do Sul           |                           |                |                                              |                |
| 1 de julho de 2008       | Rio de Janeiro            | Brasil         |                                              |                |
| 4 de julho de 2008       | Montes Claros             | Brasil         |                                              |                |
| 5 de julho de 2008       | Guaxupé                   | Brasil         |                                              |                |
| 8 de julho de 2008       | Araçatuba                 | Brasil         |                                              |                |
| 11 de julho de 2008      | Colina                    | Brasil         |                                              |                |
| 12 de julho de 2008      | Brasília                  | Brasil         |                                              |                |
| 13 de julho de 2008      | Palmas                    | Brasil         |                                              |                |
| 26 de julho de 2008      | Fortaleza                 | Brasil         |                                              |                |
| 27 de julho de 2008      | Luiz Correia              | Brasil         |                                              |                |
| 2 de agosto de 2008      | Recife                    | Brasil         | Requebra Brasil                              |                |
| 3 de agosto de 2008      | São Gonçalo               | Brasil         |                                              |                |
| 3 de agosto de 2008      | Rio de Janeiro            | Brasil         |                                              |                |
| 6 de agosto de 2008      | Aracaju                   | Brasil         |                                              |                |
| 7 de agosto de 2008      | Maceió                    | Brasil         |                                              |                |
| 16 de agosto de 2008     | Vitória                   | Brasil         |                                              |                |
| 17 de agosto de 2008     | Goiânia                   | Brasil         |                                              |                |
| 22 de agosto de 2008     | Fernandópolis             | Brasil         |                                              |                |
| 23 de agosto de 2008     | Uberaba                   | Brasil         |                                              |                |
| 29 de agosto de 2008     | Macapá                    | Brasil         |                                              |                |
| 30 de agosto de 2008     | Manaus                    | Brasil         |                                              |                |
| 31 de agosto de 2008     | Belém                     | Brasil         |                                              |                |
| 5 de setembro de 2008    | Arapiraca                 | Brasil         |                                              |                |
| 6 de setembro de 2008[A] | Aracaju                   | Brasil         | Praça de Eventos da Orla de Atalaia          |                |
| 7 de setembro de 2008[A] | Maceió                    | Brasil         | Centro Cultural e de Exposições Ruth Cardoso |                |
| 12 de setembro de 2008   | Salvador                  | Brasil         |                                              |                |
| 13 de setembro de 2008   | Lavras                    | Brasil         |                                              |                |
| 14 de setembro de 2008   | Nova Iguaçu               | Brasil         |                                              |                |
| 19 de setembro de 2008   | Tubarão                   | Brasil         | Estádio Aníbal Torres Costa                  |                |
| 20 de setembro de 2008   | Chapecó                   | Brasil         |                                              |                |
| 21 de setembro de 2008   | Porto Alegre              | Brasil         | Gigantinho                                   |                |
| 10 de outubro de 2008    | São Luís                  | Brasil         |                                              |                |
| 15 de outubro de 2008    | Porto Seguro              | Brasil         |                                              |                |
| 24 de outubro de 2008    | Governador Valadares      | Brasil         |                                              |                |
| 25 de outubro de 2008    | Belo Horizonte            | Brasil         |                                              |                |
| 26 de outubro de 2008    | São Bernardo do Campo     | Brasil         |                                              |                |
| 31 de outubro de 2008    | Sorocaba                  | Brasil         |                                              |                |
| 1 de novembro de 2008    | Franca                    | Brasil         |                                              |                |
| 2 de novembro de 2008    | Campo Grande              | Brasil         |                                              |                |
| 8 de novembro de 2008    | Canoas                    | Brasil         |                                              |                |
| 8 de novembro de 2008    | Porto Alegre              | Brasil         |                                              |                |
| 9 de novembro de 2008    | Londrina                  | Brasil         |                                              |                |
| 14 de novembro de 2008   | São Carlos                | Brasil         |                                              |                |
| 22 de novembro de 2008   | Florianópolis             | Brasil         |                                              |                |
| 26 de novembro de 2008   | Rio de Janeiro            | Brasil         | Citibank Hall                                |                |
| 27 de novembro de 2008   | Belém                     | Brasil         |                                              |                |
| 29 de novembro de 2008   | Teresina                  | Brasil         |                                              |                |
| 6 de dezembro de 2008    | Natal                     | Brasil         | Carnatal                                     |                |
| 14 de dezembro de 2008   | Itu                       | Brasil         |                                              |                |
| 19 de dezembro de 2008   | Caraguatatuba             | Brasil         |                                              |                |
| 27 de dezembro de 2008   | Vitória da Conquista      | Brasil         |                                              |                |
| 28 de dezembro de 2008   | Arraial D'Ajuda           | Brasil         |                                              |                |
| 31 de dezembro de 2008   | Salvador                  | Brasil         | Clube Espanhol                               |                |
| 2 de janeiro de 2009     | Macaé                     | Brasil         |                                              |                |
| 10 de janeiro de 2009    | Tamandaré                 | Brasil         | Tamandaré Fest                               |                |
| 11 de janeiro de 2009    | João Pessoa               | Brasil         |                                              |                |
| 23 de janeiro de 2009    | Cabo Frio                 | Brasil         | Espaço dos Eventos de Cabo Frio              |                |
| 24 de janeiro de 2009    | Guarapari                 | Brasil         |                                              |                |
| 25 de janeiro de 2009    | Aracaju                   | Brasil         | Avenida Beira Mar                            |                |
| 29 de janeiro de 2009    | Salvador                  | Brasil         | Festival de Verão de Salvador                |                |
| 31 de janeiro de 2009    | Guarujá                   | Brasil         |                                              |                |
| 5 de fevereiro de 2009   | Içara                     | Brasil         | Arena de show's Praia do Rincão              |                |
| 6 de fevereiro de 2009   | Atlântida                 | Brasil         | Planeta Atlântida                            |                |
| 7 de fevereiro de 2009   | Praia do Forte            | Brasil         |                                              |                |
| 8 de fevereiro de 2009   | Olinda                    | Brasil         | Área Externa do Chevrolet Hall               |                |
| 19 de fevereiro de 2009  | Salvador                  | Brasil         | Carnaval de Salvador 2009                    |                |
| 20 de fevereiro de 2009  | Salvador                  | Brasil         | Carnaval de Salvador 2009                    |                |
| 21 de fevereiro de 2009  | Salvador                  | Brasil         | Carnaval de Salvador 2009                    |                |
| 22 de fevereiro de 2009  | Salvador                  | Brasil         | Carnaval de Salvador 2009                    |                |
| 23 de fevereiro de 2009  | Salvador                  | Brasil         | Carnaval de Salvador 2009                    |                |
| 24 de fevereiro de 2009  | Salvador                  | Brasil         | Carnaval de Salvador 2009                    |                |
| 25 de fevereiro de 2009  | Salvador                  | Brasil         | Carnaval de Salvador 2009                    |                |
| 27 de março de 2009      | Bauru                     | Brasil         |                                              |                |
| 28 de março de 2009      | Araras                    | Brasil         |                                              |                |
| 29 de março de 2009      | Jundiaí                   | Brasil         |                                              |                |
| 4 de abril de 2009       | Belo Horizonte            | Brasil         | Axé Brasil                                   |                |
| 5 de abril de 2009       | Ribeirão Preto            | Brasil         |                                              |                |
| 17 de abril de 2009      | Ipatinga                  | Brasil         |                                              |                |
| 18 de abril de 2009      | Bragança Paulista         | Brasil         |                                              |                |
| 19 de abril de 2009      | São José do Rio Preto     | Brasil         |                                              |                |
| 24 de abril de 2009      | Rio de Janeiro            | Brasil         | Citibank Hall                                |                |
| 25 de abril de 2009      | Rio de Janeiro            | Brasil         | Citibank Hall                                |                |
| 26 de abril de 2009      | Estância Alto da Serra    | Brasil         |                                              |                |
| 1 de maio de 2009        | Vitória da Conquista      | Brasil         |                                              |                |
| 2 de maio de 2009        | Divinópolis               | Brasil         |                                              |                |
| 5 de maio de 2009        | Campo Grande              | Brasil         |                                              |                |
| 7 de maio de 2009        | Penápolis                 | Brasil         |                                              |                |
| 8 de maio de 2009        | Araraquara                | Brasil         |                                              |                |
| 9 de maio de 2009        | São Lourenço              | Brasil         |                                              |                |
| 15 de maio de 2009       | Campo Grande              | Brasil         |                                              |                |
| 16 de maio de 2009       | Cuiabá                    | Brasil         |                                              |                |
| 22 de maio de 2009       | Fernandópolis             | Brasil         |                                              |                |
| 23 de maio de 2009       | Colatina                  | Brasil         |                                              |                |

- A Parte do "Cerveja & Cia Folia".[22]